# Schloss Telč

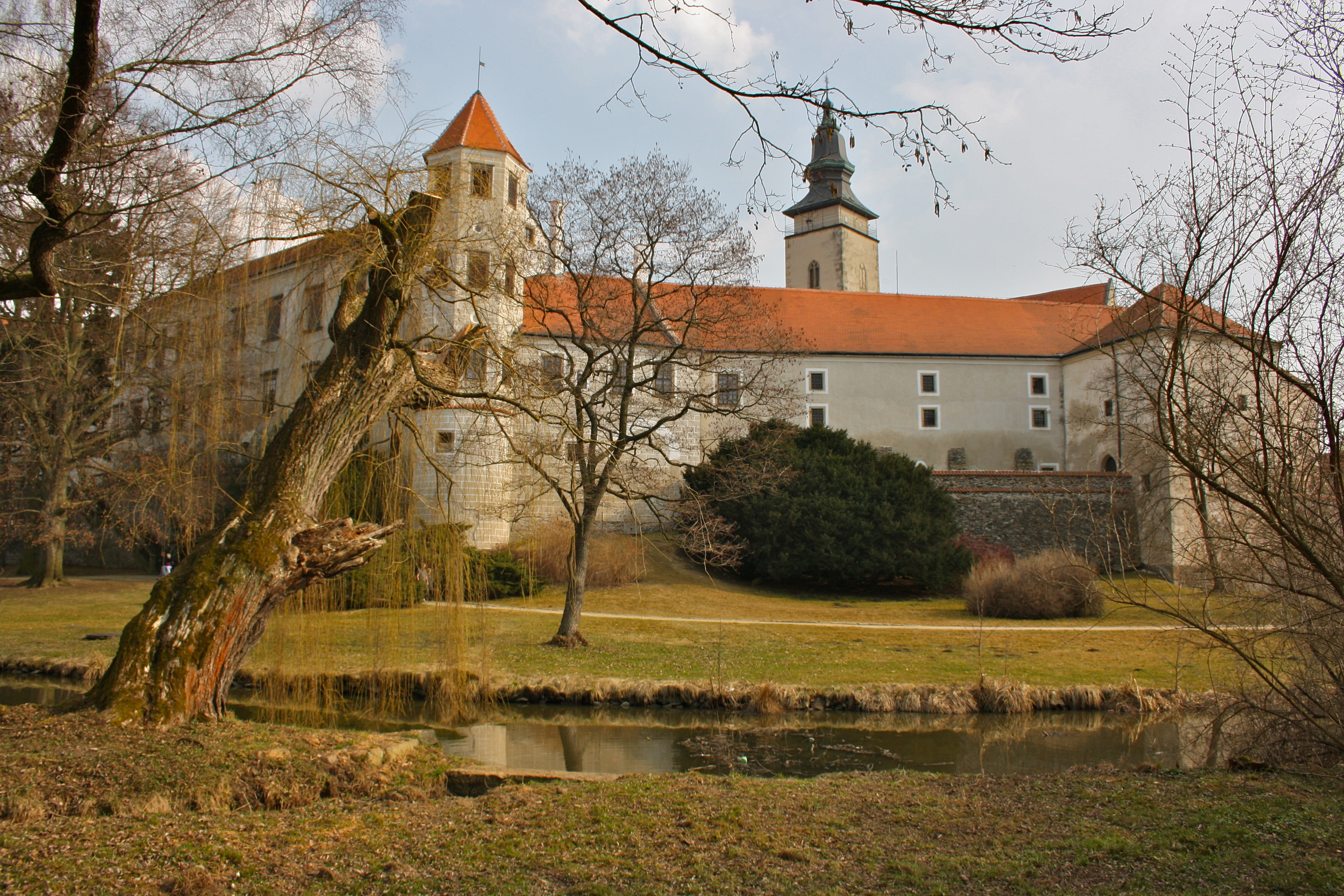
Schloss Telč

Das Schloss Telč (deutsch Schloss Teltsch) liegt in der gleichnamigen mährischen Stadt Telč im Okres Jihlava in Tschechien. Das im Stil der Renaissance erbaute Schloss ist ein Nationales Kulturdenkmal.

## Geschichte

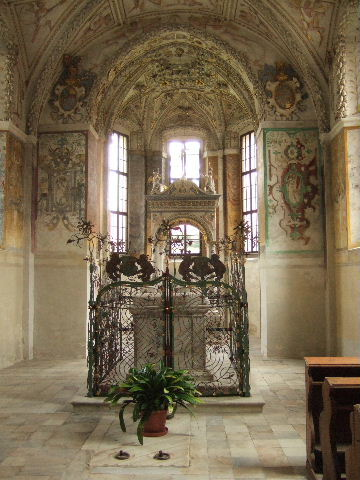
Schlosskapelle

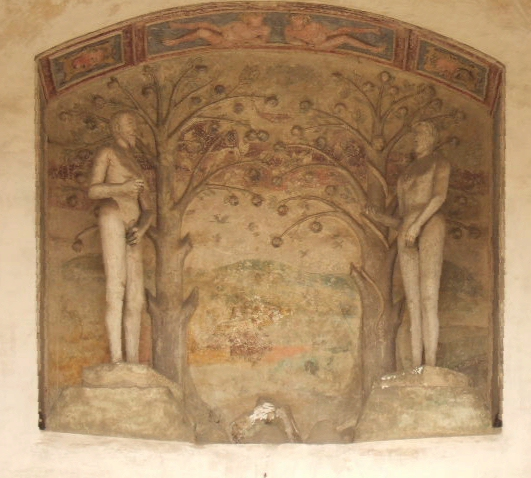
„Paradies“ – Relief im Schlosshof

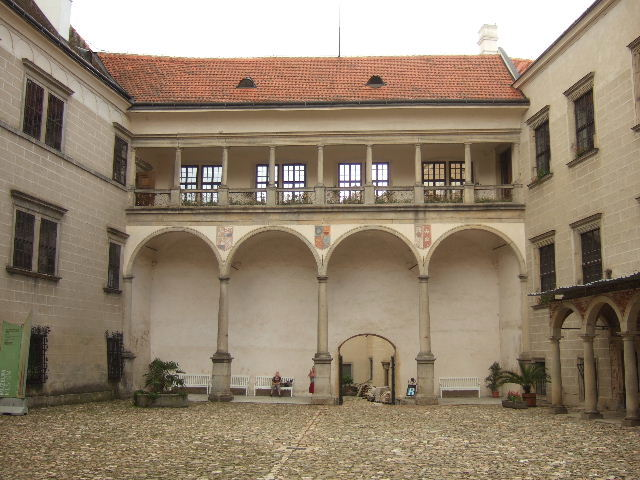
Schlosshof

Bereits Ende des 13. Jahrhunderts bestand in Teltsch eine landesherrliche Burg, die der böhmische König Johann von Luxemburg 1315 an die Herren von Wartenberg verkaufte. Später gelangte sie über die Herren von Bergau wiederum an den König und 1339 an die Herren von Neuhaus, einen Familienzweig der südböhmischen Witigonen. Sie gaben die Burg, die sie als Verwaltungszentrum nutzten, 1387 nach einem Brand auf. Kurze Zeit später errichteten sie an der Stelle des heutigen Schlosses eine Wasserburg, von der bis heute Teile erhalten sind. Während der Regentschaft des Landeshauptmanns Zacharias von Neuhaus wurde die Burg nach 1550 durch die Baumeister Antonio Ericer und Baldassare Maggi in ein Renaissanceschloss mit zwei Arkadenhöfen umgebaut. Da Zacharias ohne männliche Nachkommen starb, fiel das Schloss 1589 an dessen Neffen Adam II. von Neuhaus, von dem es 1596 Joachim Ulrich von Neuhaus erbte. Er war der letzte männliche Nachkomme der Herren von Neuhaus und starb 1604. Erbin wurde seine Schwester Lucie Otilie, die seit 1602 mit dem späteren Oberstkanzler Wilhelm von Slawata verheiratet war. Dadurch gelangte Teltsch an das Geschlecht der Slavata. 1712 fielen Schloss und Herrschaft an Franz Anton von Liechtenstein-Kastelkorn, der beides an Alois Podstatský von Prusinowitz vererbte, bei dessen Nachkommen das Schloss und die Grundherrschaft Teltsch bis 1945 verblieben.
Das Schloss besteht u. a. aus je einer Schatz- und Waffenkammer, einem Speisesaal sowie dem Goldenen und dem Blauen Saal, die eine prächtige Ausstattung aufweisen.
In der Schlosskapelle gibt es ein historisch wertvolles Positiv mit sechs Registern von einem unbekannten Meister aus der 2. Hälfte des 17. Jahrhunderts. 
Der Baustil ist zu rund 30 % gotisch; 70 % sind im Stil der Renaissance gebaut.

## Schlosspark
Vor dem in die Galerie führenden Arkadengang erstreckt sich ein Ziergarten. In dem angrenzenden Schlosspark befindet sich ein klassizistisches Gewächshaus.

Ansichten des Schlossparkes (2009)
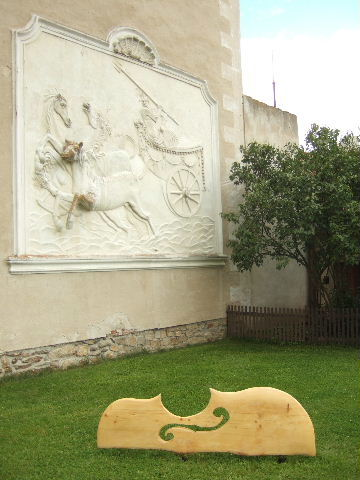
Petr Krajíček: „4. Komnata «Hudebni»“ („4. Geheimnis: «Musik»“) – dahinter: Neptun mit einem Viergespann (Stuckrelief an der Wand des „Alten Palastes“)
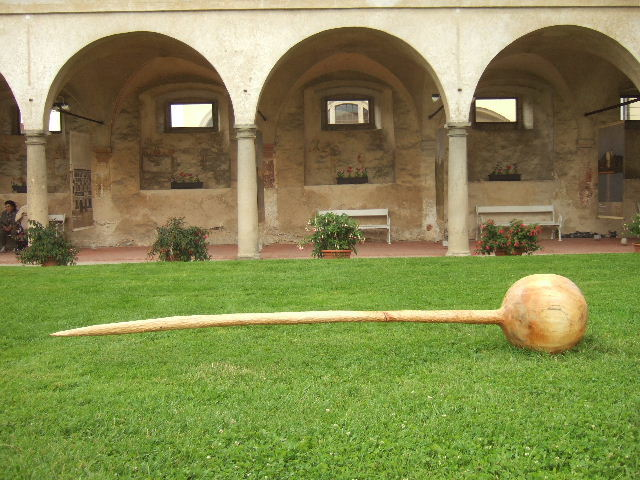
Petr Krajíček: „Spendlik v Zamku“ („Nadel im Schloss“) (2009)
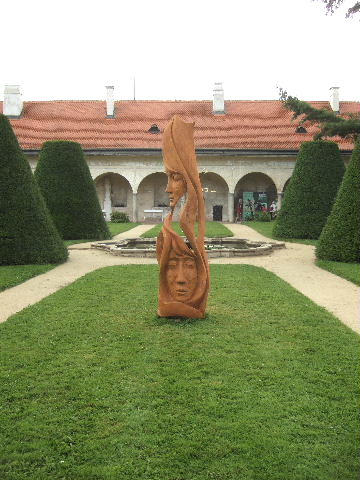
Petr Krajíček: „Sen“ („Traum“) (2009)